# エマニュエル・ダーマン

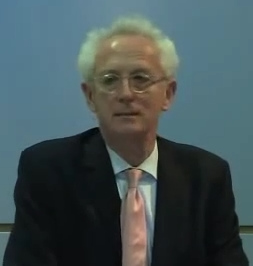

エマニュエル・ダーマン（Emanuel Derman）は、南アフリカ共和国出身の経済学者・実業家である。主に代表的クオンツとして、またMy Life as a Quant: Reflections on Physics and Finance（邦訳：『物理学者、ウォール街を往く。』）の著者として知られている。利率に関する最初期のモデルブラック–ダーマン–トイ・モデルの提唱者の一人であり、他にlocal volatilityに関するダーマン＝カニ(Derman-Kani)モデルの提唱者の一人でもある。このモデルはvolatility smileと矛盾しない最初のモデルである。
現在はコロンビア大学の教授であり、同大学金融工学プログラムの責任者を務める。またファンドのためのファンドPrisma Capital Partners社の"Head of Risk"職も兼ねている。著書My Life as A Quant: Reflections on Physics and Financeは米ワイリー社から2004年9月に出版され、米ビジネスウィーク誌により2004年のビジネス書トップ10に選ばれた。

## 人物
ダーマンはケープタウン大学を卒業後、1973年にコロンビア大学で理論物理学のPh.D.を取得し、博士論文では電子-ハドロン散乱における中性カレントの検証実験を提案した。
1973年から1980年にかけては、素粒子物理学の現象論に関してペンシルベニア大学、オックスフォード大学、ロックフェラー大学およびコロラド大学ボルダー校で研究を行った。
1980年から1985年にかけてはAT&Tベル研究所において数式処理システムHEQSの開発等に当たった。
1985年にはゴールドマン・サックス社の債権本部に移り、ここで利率に関するBlack-Derman-Toyモデルを共同で提唱した後、1990年から2000年にかけて株式本部の計量戦略グループを率いた。同グループはlocal volatilityモデルとvolatility smileの研究のパイオニアとなった。1997年にはゴールドマン・サックスのマネージング・ディレクターに就任し、2000年には同社の計量リスク戦略グループ長となり、2002年にはゴールドマン・サックスを退社し、現職であるコロンビア大学とPrisma Capital Partners社での職に就いた。
ダーマンは国際金融工学者協会（IAFE）と米サンガード社が共同で選出する"Financial Engineer of the Year 2000"の一人に選ばれた。また2002年には米Risk誌の「名誉殿堂入り」を果たした。金融工学のボラティリティおよび金融モデリングの本質に関して多数の論文を執筆している。